# Schieferdeckung
Schieferdeckung ist das Decken eines Daches bzw. einer Fassade mit Tonschiefer gemeint; es ergibt sich ein Schieferhaus. Dabei wird Dach- und Fassadenschiefer als Dachdeckung auf eine Deckunterlage aufgebracht, die in der Regel aus Holz besteht. Für die Befestigung der Tonschieferplatten werden feuerverzinkte, geschlagene bzw. geschmiedete Schiefernägel, Edelstahlschraubstifte oder Kupfernägel verwendet.

## Geschichte

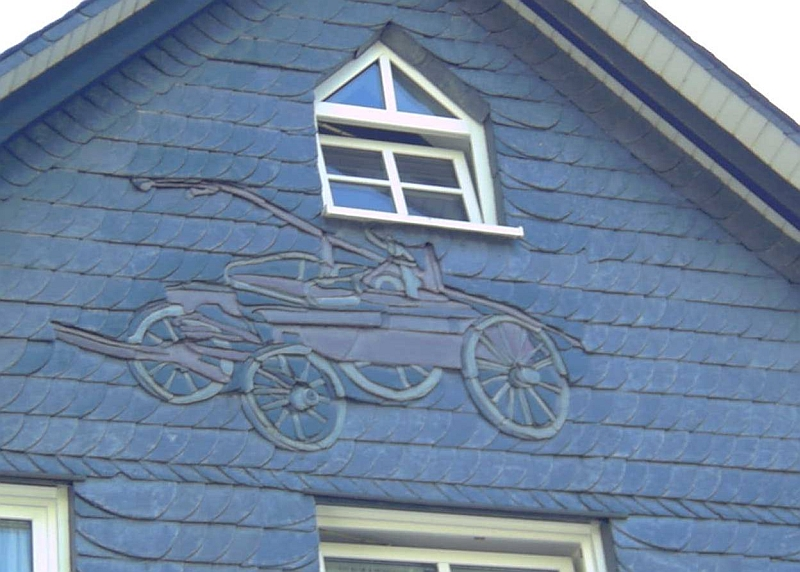
Schieferdesign „Löschwagen“ in Schmallenberg

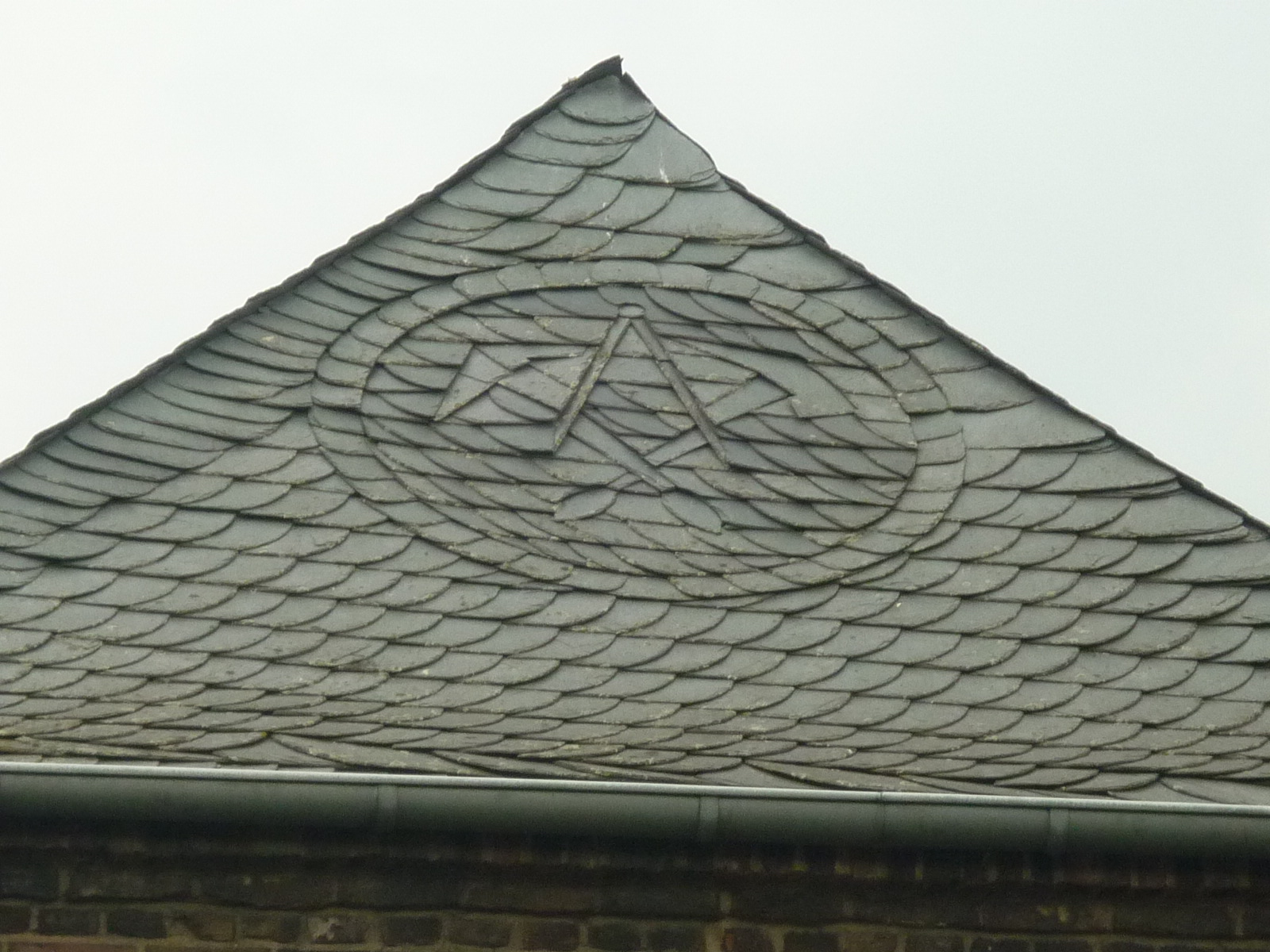
Zunftzeichen der Dachdecker als Verzierung in einem Schieferdach

Schon in der Steinzeit wurden gespaltene Natursteine zur Dachdeckung verwendet. Nachweislich verwendeten die Römer Dachschiefer erstmals in geschlossenem Verband mit festen Verlegeregeln zur Dachdeckung. Schieferdächer aus dieser Zeit bzw. nach römischen Verlegeregeln gebaut findet man heute noch beispielsweise im Rhein- und Moselgebiet.
Die größte Blüte erreichte das Schieferdecker-Handwerk im Mittelalter. In dieser Zeit wurden die meisten hochwertigen Bauten mit Schiefer gedeckt, sofern das Material in der betreffenden Region vorkam.
Nach dem Zweiten Weltkrieg verdrängten Industrieprodukte immer mehr den Schiefer. Aus Kostengründen wurde z. B. Kunstschiefer verwendet, der wie echter Schiefer verarbeitet wurde, aber wesentlich preisgünstiger war. Allerdings enthielt er bis in die 1980er-Jahre häufig Asbest und war zudem weniger witterungsbeständig, wie noch vorhandene Dächer aus dieser Zeit erkennen lassen.
Anfang der 1980er-Jahre erlebte der Naturschiefer im Zuge der „ökologisch-bauen“-Bewegung eine Renaissance. Die Renaissance des Schiefers begann Mitte der 1970er Jahre mit der Entwicklung preiswerter und dekorativer Deckarten. Damit wurde vor allem der Schwierigkeitsgrad und der Arbeitsaufwand der Deckarten reduziert. Heute gibt es etwa 15 Deckarten und weit über 250 Gestaltungsmöglichkeiten.
In Deutschland wird die Ausbildung zum Schieferdachdecker noch am Bundesbildungszentrum (BBZ) für Dachdecker in Mayen angeboten.

## Deckarten

### Altdeutsche Deckung
Die Altdeutsche Deckung wird als normaler Hieb, scharfer Hieb und stumpfer Hieb angeboten und mit Gebindesteigung verlegt. Durch die Gebindesteigung soll erreicht werden, dass das anfallende Wasser von der Überdeckung abgeführt wird. Die Gebindesteigung ist dabei abhängig von der Dachneigung (je steiler das Dach, desto geringer die Gebindesteigung). Die Besonderheit der Altdeutschen Deckung drückt sich darin aus, dass Decksteine unterschiedlicher Höhen und Breiten verwendet werden und eine Verjüngung der Gebinde von Traufe zu First stattfindet. Abhängig von der Sparrenlänge beträgt die Differenz zwischen der größten und kleinsten Gebindehöhe 40 bis 80 Millimeter.
Merkmale sind unterschiedlich große Steine, die so verlegt werden, dass am First die kleinsten und an der Traufe (mit dem größten Wasseranfall) die größten Decksteine zum Einsatz kommen. Dadurch wirkt das Dach schöner und höher. Die Altdeutsche Deckung eignet sich durch ihre Variabilität besonders für anspruchsvolle und komplizierte Dachgeometrien. Sie wird auch die „Königin der Deckarten“ genannt und ist eine schwierige und handwerklich anspruchsvolle Deckart.

### Wilde Deckung
Die Wilde Deckung ist eine der außergewöhnlichsten Deckarten. Die Schiefersteine werden unbehauen an die Baustelle geliefert und der Dachdecker richtet sie dann individuell für das entsprechende Dach zu. Grundlegende Eigenschaften der Wilden Deckung werden dazu von der Altdeutschen Schieferdeckung angewendet. Diese Deckart ist sehr aufwändig und erfordert sehr großes handwerkliches Geschick.

### Schuppendeckung
Der einzelne Stein hat die gleiche Geometrie wie die Altdeutsche Deckung. Alle Steine dieser Deckung sind jedoch gleich hoch und breit (Schablonen). Das Dach wirkt ähnlich elegant wie eine Altdeutsche Deckung, ist aber insgesamt flächiger und gleichmäßiger.

### Universal-Deckung
Die Weiterentwicklung des Bogenschnitt-Decksteins (quadratische Platte mit asymmetrischem Bogenschnitt und einer Ferse) wird allgemein als Universal-Deckstein bezeichnet. Der quadratische Universal-Deckstein verfügt erstmals über eine symmetrische Eckabrundung mit zwei Fersen und einer entsprechenden Kantenbearbeitung.
Benötigte man für die klassische Bogenschnitt-Deckung noch unterschiedliche Decksteine für die Rechts- und Linksdeckung, so lässt sich seit der Entwicklung des Universal-Decksteins sowohl die Rechts- als auch die Linksdeckung mit ein und demselben Stein ausführen. Darüber hinaus kann der Universal-Deckstein als dritte Möglichkeit auch auf dem Bogen stehend (Fassadendeckung) verwendet werden. Diese drei Verlegerichtungen erstmals mit nur einem Deckstein zu realisieren, war nur aufgrund der neuen Ecksymmetrie, der daraus entstandenen zwei Fersen und der unverzichtbaren Kantenbearbeitung möglich.
Seit der Entwicklung dieses neuen Universal-Decksteins zählt die sogenannte Universal-Deckung zu den preisgünstigsten Deckarten.

### Bogenschnittdeckung, Deutsche Deckung
Bei der Bogenschnittdeckung, auch Deutsche Deckung, wird quadratischer Schiefer mit asymmetrischem Bogenschnitt, links oder rechts, verwendet. Für die Rechtsdeckung benötigt man Platten mit dem Bogen links, für die Linksdeckung entsprechend den Bogen rechts. Die Deckrichtung (rechts oder links) wird abhängig von der jeweils vorliegenden Wetterrichtung ausgeführt.

### Dekorative Deckungen
Zu den dekorativen Deckarten gehören die Fischschuppendeckung, die Spitzwinkeldeckung und die Wabendeckung.

### Rechteck-Deckungen
Die Rechteck-Deckung eignet sich ideal zur Bekleidung großflächiger Fassaden. Die klare Linienführung und die geordneten Strukturen des Deckbilds harmonieren besonders mit einem modernen, sachlichen Baustil. Es gibt viele Varianten der Rechteck Deckungen, zum Beispiel die Gezogene Deckung, die Rechteck Doppeldeckung, die Waagerechte Deckung, die Variable Deckung oder aber die Unterlegte Deckung.

### Rechteck-Doppeldeckung
Die Rechteck-Doppeldeckung passt mit ihren geraden, klaren Linien sehr gut zu modernen Bauwerken. Sie gilt als handwerklich einfach und überaus solide. Durch spitze, gotische oder runde Schnittformen der Rechtecksteine in ihrer Ansichtsfläche ergeben sich, trotz des Rechteck-Basisformates, verschiedene Gestaltungsmöglichkeiten. Sie wird auch als Englische Deckung bezeichnet, weil sie im 19. Jahrhundert aus England importiert wurde. Sie war ursprünglich durch den dickeren englischen Schiefer bedingt, der nur rechteckig zugehauen werden kann. Später verwendete man sie auch für deutschen Schiefer, weil das rechteckige Zuhauen am einfachsten war.

### Weitere regelmäßige Deckungen
Neben diesen klassischen Deckarten für das Dach gibt es noch einige schmückende Deckarten für das Dach und die Fassade. Das sind beispielsweise Coquettes, Octogones, Waben, Spitzwinkel oder Fischschuppen.

## Schiefersteine
Tradition sind die von Land zu Land sehr unterschiedlichen Spaltdicken, Formate, Deckarten und Qualitätsansprüche.
- In Deutschland werden an den Schiefer in aller Regel die höchsten Ansprüche gestellt. Das gilt nicht nur für die Materialbeschaffenheit einschließlich der Regel-Spaltdicke von 4 bis 6 mm, im Mittel 5 mm; auch die Auswahl der Formate (etwa 250 Modelle) und die Vielfalt der Deckarten zeigen die unterschiedlichen Gestaltungswünsche in Deutschland.
- In Frankreich dagegen stehen Lebens- bzw. Standzeit-Erwartungen, Farbbeständigkeit, Gestaltung und damit Ästhetik nicht so im Vordergrund. Man begnügt sich mit 10 bis 15 Rechteckformaten, wobei je nach Region in aller Regel lediglich 2 bis 3 Formate gängig sind. Die Spaltdicke beträgt nur 2,5 bis 4 mm, was durch zum Teil günstigere klimatische Bedingungen und einfachere Befestigungsmethoden ermöglicht wird. Die hohe Standardisierung der Schieferformate, verbunden mit der geringeren Spaltdicke und einer einfacheren Verlegeart (Rechteck-Doppeldeckung), lassen die Kosten eines Schieferdaches auf ein solches Niveau absinken, dass die Baubehörden in ganzen Landstrichen Schiefer vorschreiben können, ohne auf Widerstand bei den Bauherren zu stoßen. Bei historischen Bauten und Baumaßnahmen der öffentlichen Hand gilt in der Regel die Vorschrift, Schiefer französischer Produktion zu verwenden.
- Auch Großbritannien kennt nur das Rechteck-Format. Ästhetischen Gesichtspunkten wird bei historischen Verlegetechniken durch unterschiedliche Breiten und Höhen der Rechtecke Rechnung getragen. Die Spaltdicke entspricht der deutschen Fachregel, wird jedoch produktionsbedingt auch überschritten. Man bevorzugt grundsätzlich große Formate.

## Film
- Wolfgang Dürr: Wie man ein Dach mit Schiefer deckt, SWR Fernsehen – Landesschau Rheinland-Pfalz, Reihe: Handwerkskunst!, 18. Juli 2017 (YouTube vom 24. April 2019) Dokumentation am Beispiel eines Hauses in Daaden in altdeutscher Schieferdeckung, 50° 44′ 19,5″ N, 7° 58′ 4,2″ O.